# Kleine getijden van het Heilig Kruis

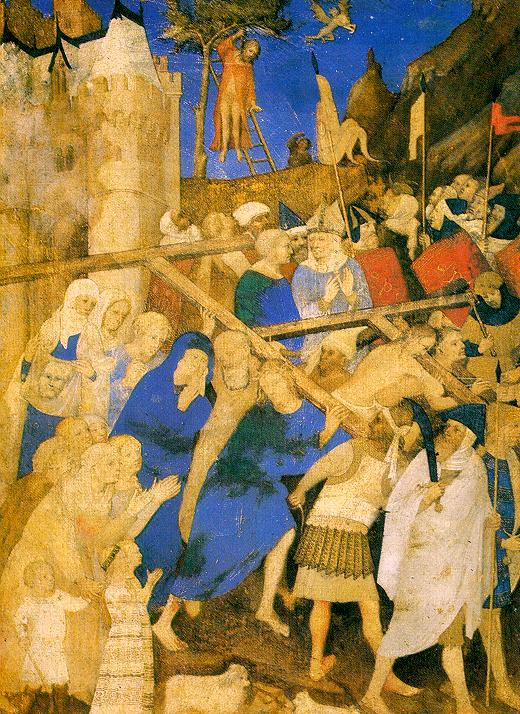
Kruisdraging, Jacquemart de Hesdin, voor 1409? Grandes Heures du duc de Berry? (Louvre)

De Kleine getijden van het Heilig Kruis  (ook de Korte getijden van het Heilig Kruis (parvum officium) of Uren van het Heilig Kruis) maken sinds de veertiende eeuw een bijna vast onderdeel uit van de officies opgenomen in het getijdenboek.
Maar deze getijden ontstonden veel vroeger dan in de 14 eeuw. Van de heilige Ulrich, de bisschop van Augsburg die stierf in 972, wordt gezegd dat hij naast het dagelijks koorgebed, de korte getijden van het Heilig Kruis bad. Veel handschriften uit de 14e eeuw vermelden dat deze getijden het werk waren van paus Johannes XXII (1316-1334), maar deze getijden werden aangetroffen in een getijdenboek gemaakt in de late 13e eeuw, wat deze stelling vrij onwaarschijnlijk maakt. Het is waarschijnlijker dat Johannes XXII met deze getijden verbonden werd door de aflaten die hij verleende voor het bidden ervan.

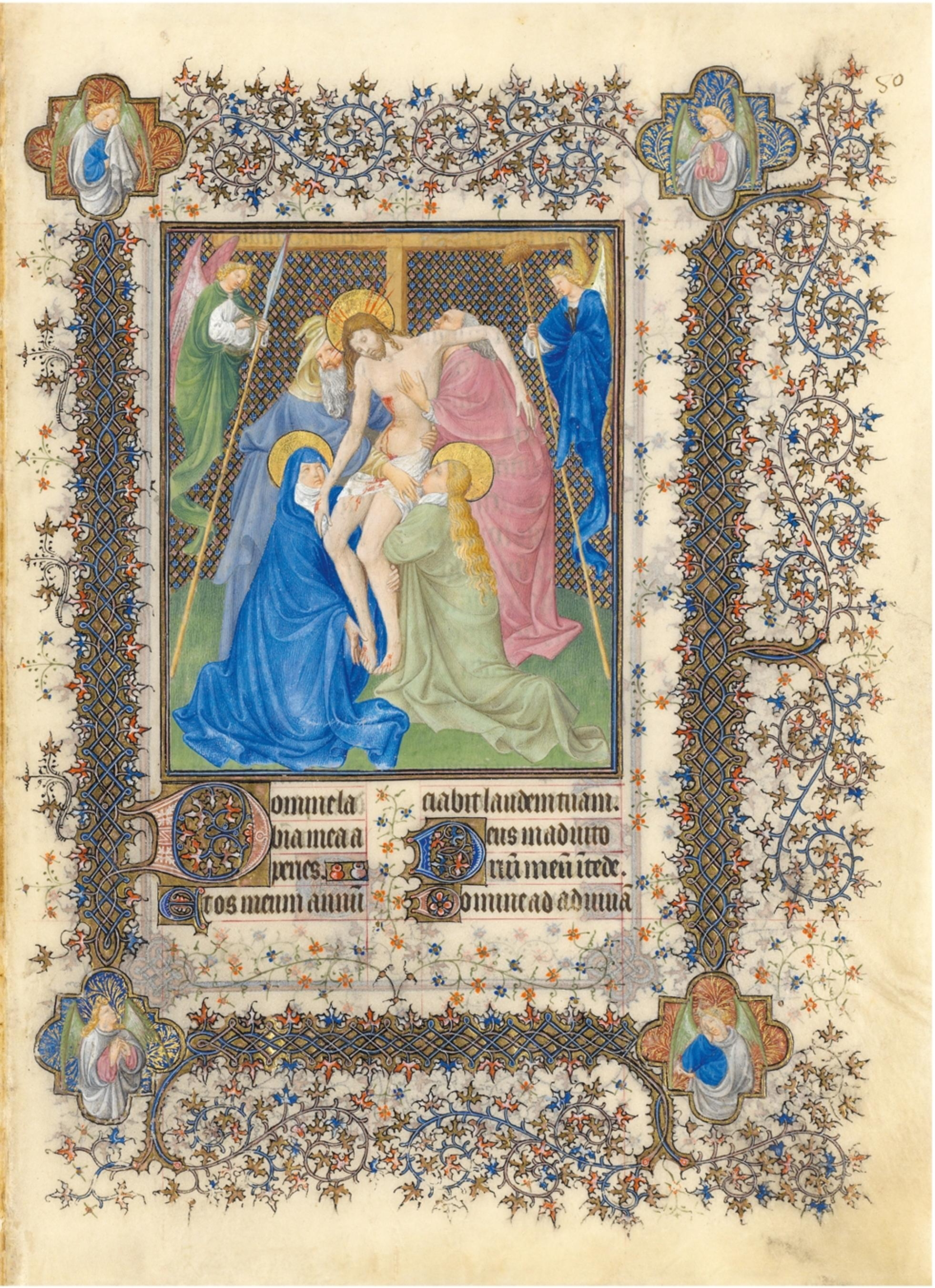
Kruisafname, Belles heures du duc de Berry, f80r.

## Inhoud
In tegenstelling tot de Mariagetijden is de inhoud zeer eenvoudig, er worden geen psalmen of lezingen gebruikt. De korte Kruisgetijden zijn veel korter dan de Mariagetijden. Er zijn verschillende versies van deze gebeden in omloop maar ze hebben een gelijkaardige structuur..
Een van de veel voorkomende versies begint met de klassieke aanhef van alle gebedsstonden: “Deus in adiutorium meum intende, domine adiuvandum me festina“ (God, kom mij te hulp; Heer haast U mij te helpen). Bij de metten wordt dit voorafgegaan door “Domine labia mea aperies et os meum annunciabit laudem tuam” (Heer open mijn lippen en ik zal Uw lof verkondigen) en bij de completen door “Converte nos deus salutaris noster; et averte iram tuam a nobis” (Bekeer ons God, onze verlosser en keer uw toorn van ons af). Dit openingsvers wordt dan afgesloten met het klassieke “Gloria patris et filio …”

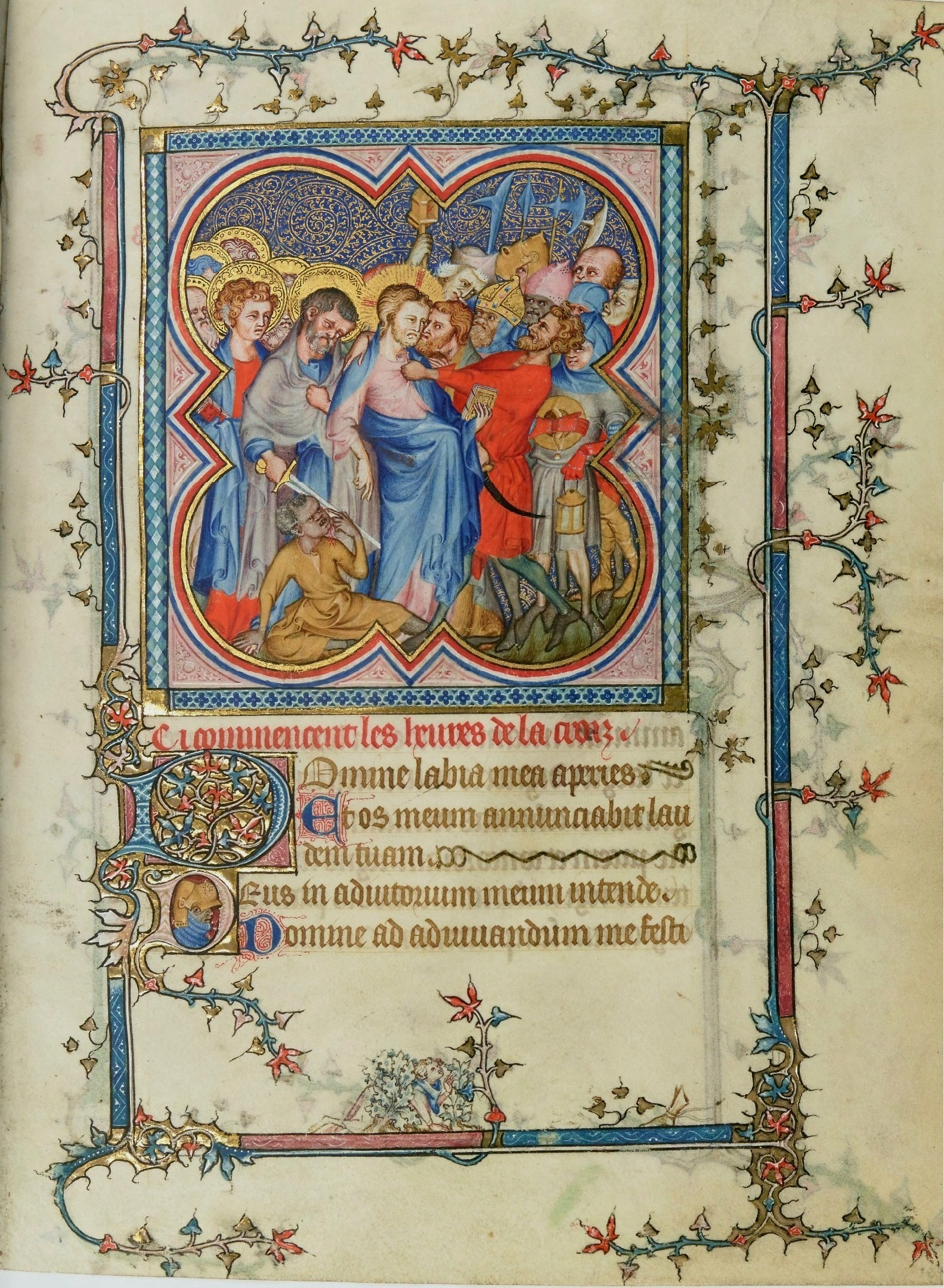
Gevangenname van Christus, Jean Le Noir, ca. 1328-1343, Getijdenboek van Johanna van Navarra, f109r

De hymnes in de verschillende gebedsstonden geven een overzicht van de passie van Jezus. In elke gebedsstonde wordt een strofe gebeden uit het gedicht “Patris sapientia veritas divina” van Egidio da Colonna (1245-1316).
- Metten: Gevangenneming van Jezus
- Priem: Jezus voor Pilatus
- Terts: Doornenkroning van Jezus en kruisdraging
- Sext: Kruisiging
- None: Jezus sterft op het kruis
- Vespers: Kruisafname
- Completen: Graflegging

Na deze hymne volgde nog een antifoon, tweemaal een vers en respons , en de gebedsstonde werd afgesloten met een gebed. Dit gedeelte was voor alle gebedsstonden identiek. Alleen bij de completen volgt nog een ander gebed de “Recommendatio”
De lauden komen niet voor in de kleine getijden van het Heilig Kruis.

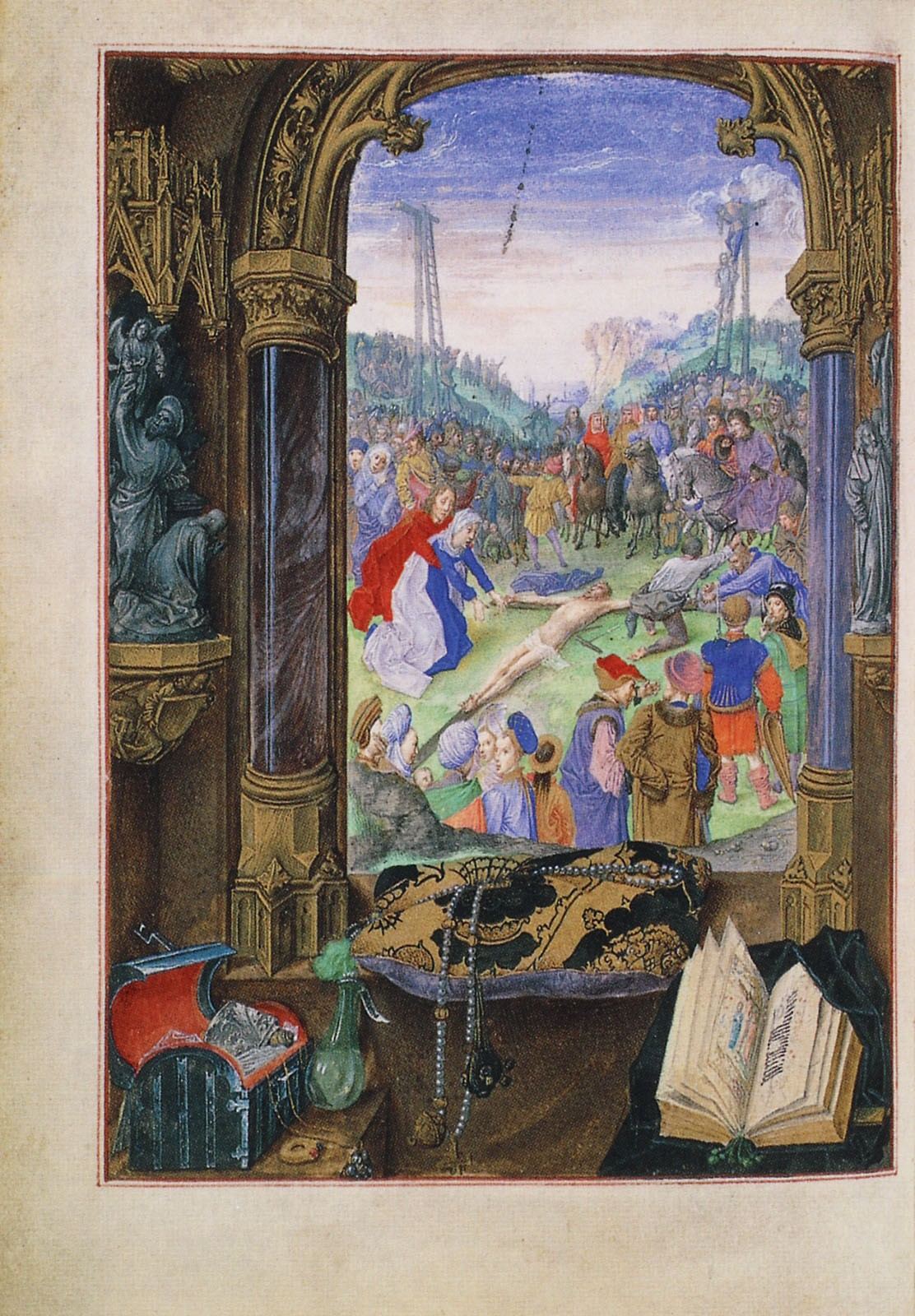
Christus wordt aan het kruis genageld, Getijdenboek van Maria van Bourgondië, Weense meester van Maria van Bourgondië, ca. 1475, f43v.

## Plaats in het getijdenboek
Er bestaat geen vaste volgorde voor de gebeden in een getijdenboek, maar de korte Kruisgetijden gaan meestal samen met de Heilig Geestgetijden. Meestal volgen ze op de Mariagetijden. In een aantal getijdenboeken worden ze tussen de Mariagetijden geplaatst. De gelovigen die een getijdenboek gebruikten baden meestal dagelijks minstens de Mariagetijden en soms de korte Kruisgetijden en korte Heilig Geestgetijden. Die gebedsstonden werden gelezen op de aan hun privéleven aangepaste uren van de gebedsstonden. Ze baden dus eerst de metten van de Mariagetijden, daarna van de korte Kruisgetijden om te eindigen met de metten van de Heilig Geestgetijden. Sommige getijdenboeken gingen hun teksten dan ook in die volgorde groeperen.

## Verluchting
In de meeste getijdenboeken worden de Kruisgetijden ingeleid met een miniatuur met Christus aan het kruis. In enkele wordt een volledige cyclus van miniaturen gebruikt om deze relatief korte gebedsstonde volledig te illustreren. Als een volledige cyclus wordt gebruikt sluit die meestal aan bij de hymnes in de verschillende gebedsstonden.

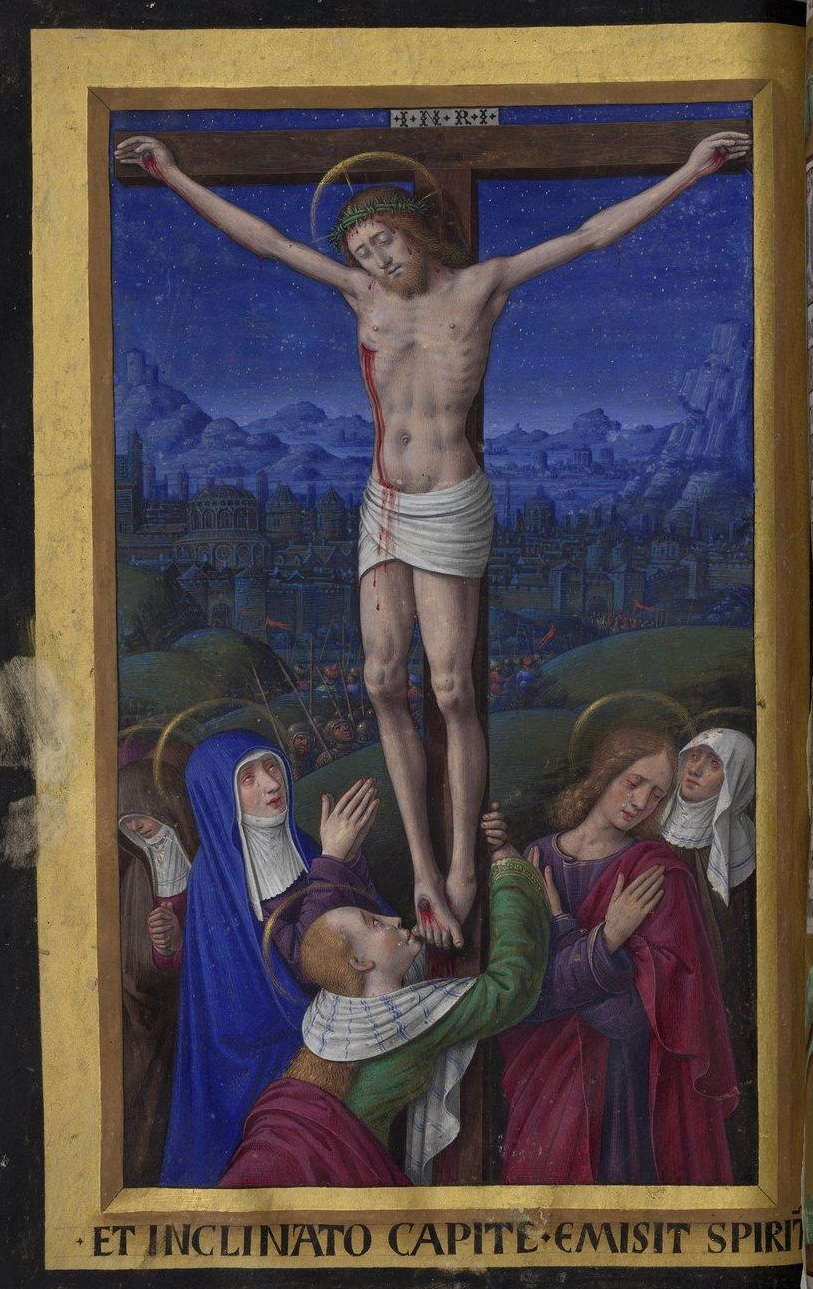
Christus aan het kruis, Grote getijden van Anna van Bretagne, Jean Bourdichon, eerste kwart van de 16e eeuw, f47v.

## Getijdenboeken met korte Kruisgetijden
Hierbij een lijst van getijdenboeken waarin de korte Kruisgetijden voorkomen gesorteerd op datum van creatie. De meeste van de opgegeven jaartallen zijn te beschouwen als “ongeveer”, bijvoorbeeld helft 15e eeuw werd vertaald in 1450.
- 1325 Walters Ms.W95. Book of Hours.[3][4][5]
- 1335 The Taymouth Hours, Yates Thompson MS 13[6]
- 1338 Getijdenboek van Johanna van Navarra.
- 1381 Petites heures du duc de Berry.[3]
- 1398 Très belles heures du duc de Berry.
- 1405 Belles heures du duc de Berry.[3]
- 1405 Bedford-getijdenboek.[3]
- 1408 Getijdenboek van maarschalk Boucicaut.
- 1409 Grandes Heures du duc de Berry.[3]
- 1410 Les Très Riches Heures du duc de Berry.[3]
- 1421 Getijdenboek van Isabella Stuart.
- 1423 Rohan-getijdenboek.
- 1430 Van Reynegom-getijdenboek.
- 1432 / 1460 Walters W.168.[3][7]
- 1440 Getijdenboek van Katharina van Kleef.
- 1450 Getijdenboek van Tavernier.
- 1450 Heures de Jeanne de France.[3][8]
- 1450 Llangattock-getijdenboek.
- 1452 Getijdenboek van Filips de Goede.[3]
- 1455 Getijdenboek van Simon de Varie.
- 1470 Trivulzio-getijdenboek.
- 1470 Zwarte getijdenboek van Galeazzo Maria Sforza.
- 1475 Getijdenboek van Maria van Bourgondië.
- 1475 Zwarte Getijdenboek
- 1485 Ms. Buchanan g.1.[3][9]
- 1487 Huth-getijdenboek.[3]
- 1489 La Flora-getijdenboek.[3]
- 1490 Sforza-getijdenboek.
- 1498 Zeer kleine getijdenboek van Anna van Bretagne.
- 1500 Getijdenboek Wolfgang Hopyl.
- 1500 Getijdenboek van Johanna van Castilië.
- 1505 Rothschild-getijdenboek.
- 1508 Grote getijden van Anna van Bretagne.
- 1515 Da Costa getijden.
- 1515 Spinola-getijdenboek
- 1523 Bloemen-getijdenboek.
- 1522 Getijdenboek van Albrecht van Brandenburg.
- 1540 Farnese-getijdenboek.